# 교체신교
교체신교(交替神敎, 영어: kathenotheism)는 독일의 문헌학자 막스 뮐러가 처음 사용한 용어로 한 번에 하나의 신을 숭배하는 것을 말한다. 다시 말해 다른 신의 속성을 흡수한 하나의 유력한 신을 유일신처럼 여기지만 종교행사의 성격에 따라 주신(主神)이 바뀌기도 한다. 교환신교라고도 한다. 독일의 막스 뮐러는 베다를 언급하면서 이 용어를 사용했다. 그는 최고의 신으로 숭배받는 신이 때와 장소에 따라 여러 가지 다른 모습으로 나타난다고 주장했다.
교체신교는 다신교로도 일신교로도 분류할 수 없는 관념으로 다신교에서 일신교로 옮겨가는 중간단계로 간주되기도 하였다.

## 참조
1. ↑  〈교체신교〉. 《두산백과》. 두산. 2021년 3월 8일에 확인함.